# Peregrinação de Nossa Senhora Divina Pastora

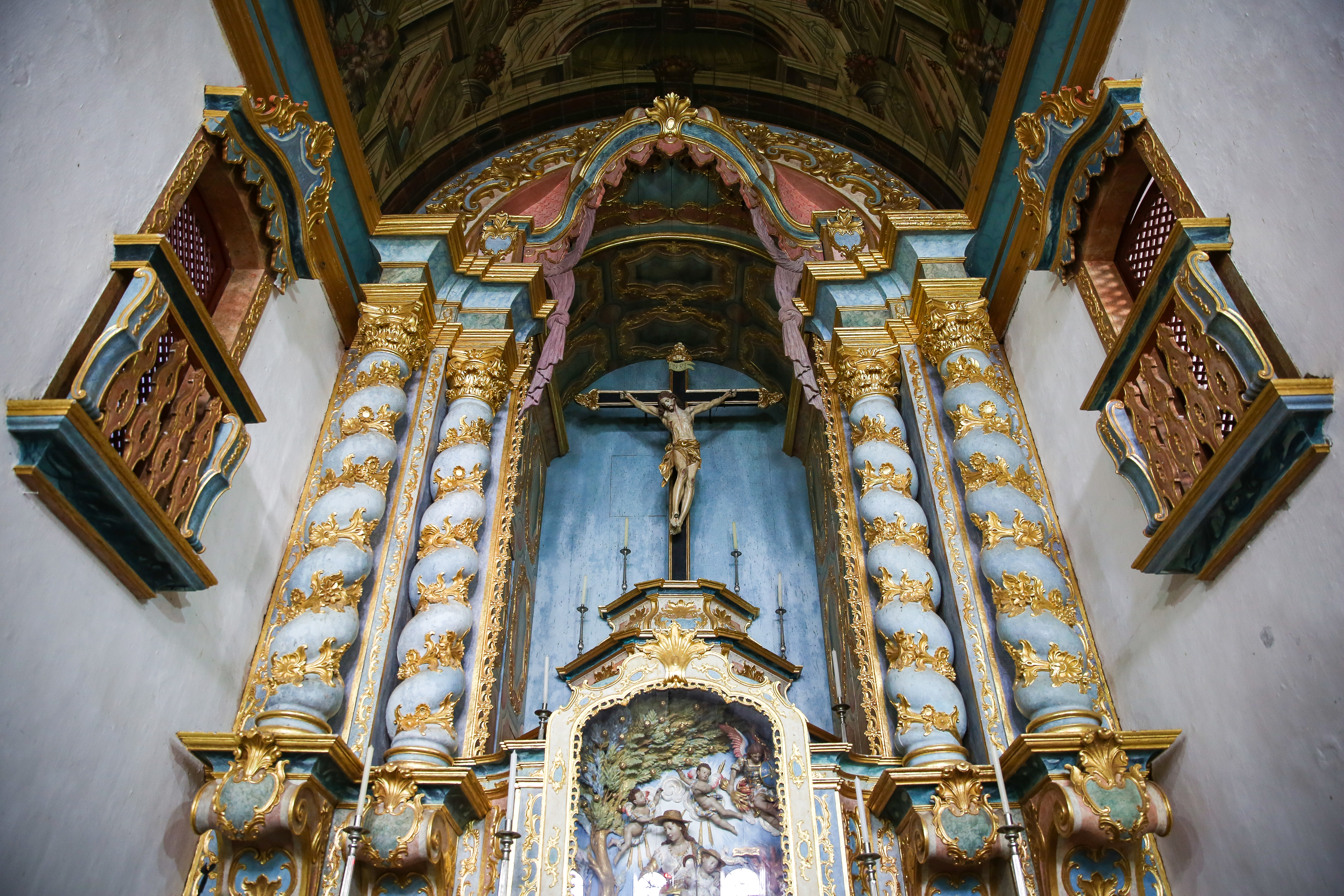
Santuário de Divina Pastora

A cidade de Divina Pastora, na região da Cotinguiba, é o principal centro receptivo de peregrinações do estado de Sergipe. Desde o ano de 1958, a pequena cidade tem recebido inúmeras peregrinações anuais, com uma diversidade de grupos, como os universitários da Juventude Universitária Católica (JUC), Legião de Maria e Terço dos Homens. Desde o ano de 1971, ocorre uma grande peregrinação organizada pela Província Eclesiástica de Aracaju, sempre no terceiro domingo de outubro. Essa peregrinação chega a reunir mais de 200.000 peregrinos de vários estados.
Essa peregrinação é marcada pela caminhada com cerca de 10 quilômetros entre as cidade de Riachuelo e Divina Pastora. Ao chegar na pequena cidade, os peregrinos visitam alguns espaços sacralizados como o cruzeiro, a capela São Benedito e o Santuário Nossa Senhora Divina Pastora.